# Baja tu látigo
Baja tu látigo (en chino, 放下你的鞭子; pinyin, Fàngxià nǐde biānzi) es una pintura al óleo de 1939 del pintor realista chino Xu Beihong. Completada durante su estancia en Singapur, la pintura se ha exhibido en numerosas ocasiones antes de desaparecer de la vista del público en 1954. Resurgió en 2007 y se vendió por 72 millones HK$ (9,2 millones US$) en una subasta el 7 de abril de 2007 en Hong Kong convirtiéndose en la pintura china más cara jamás subastada.

## Historia

### Creación

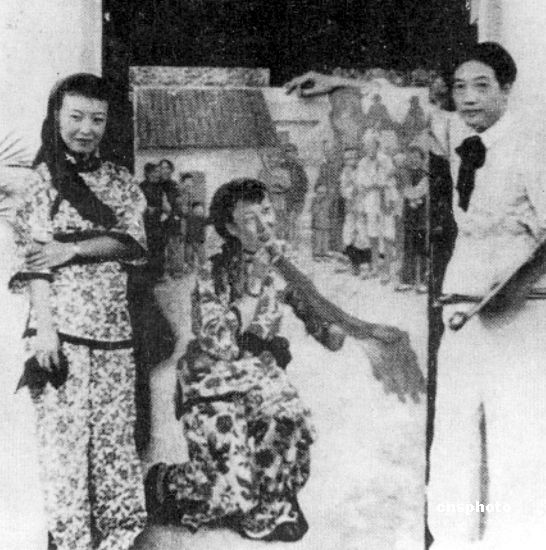
Xu Beihong y la actriz Wang Ying posando junto a la pintura

En octubre de 1939, durante su estancía en Singapur, Xu Beihong se inspiró en una obra de teatro callejero titulada Baja tu látigo de la actriz Wang Ying, amiga del artista. La obra escrita por Chen Liting y basado en una obra de Tian Han, el drama muestra a una niña y  a su padre que escaparon del noreste de China ocupado por los japoneses y actuaban en las calles para ganarse la vida. Cantaban sobre las dificultades bajo la ocupación japonesa e inspiraron a sus oyentes a apoyar la guerra contra Japón. Profundamente conmovida por el drama, Xu pasó diez días pintando un retrato de tamaño natural de Wang con su público de fondo. Luego tituló la pintura Baja tu látigo después del drama.

### Después de la muerte de Xu
La pintura se exhibió en numerosas ocasiones durante la vida de Xu. Sin embargo, desapareció de la vista del público en 1954, un año después de la muerte del artista. Según la presidenta de Sotheby's Asia, Patti Wong, Xu le dio la pintura a un amigo cercano llamado Huang Menggui. Después de la muerte de Huang, sus descendientes se acercaron al Museo Nacional de Singapur con la esperanza de que el museo pudiera aceptar la pintura en su colección, pero no sucedió por razones no especificadas. Los descendientes de Huang luego se acercaron al coleccionista de Singapur Tan Tsze Chor, pero Tan murió abruptamente, antes de que se cerrara el trato. La pintura finalmente terminó en manos de un coleccionista asiático anónimo, hasta que se puso a subasta en 2007.

### Subasta
Baja tu látigo se vendió el 7 de abril de 2007 en una subasta en Hong Kong por la casa de subastas Sotheby's por 72 millones HK$ (9,2 millones US$), lo cual supuso un récord para el precio más alto jamás pagado por una pintura china en una subasta. La pintura fue comprada por teléfono por un coleccionista anónimo después de la competencia de al menos otros cuatro postores.
En respuesta a la subasta, algunos historiadores del arte han criticado la explosión de los precios del arte asiático, en particular sobre los compradores exuberantes por elevar los precios por las nubes. Sin embargo, la presidenta de Sotheby's Asia, Patti Wong, respondió que la pintura de Xu se habría vendido bien en cualquier mercado.